# 旋木雀

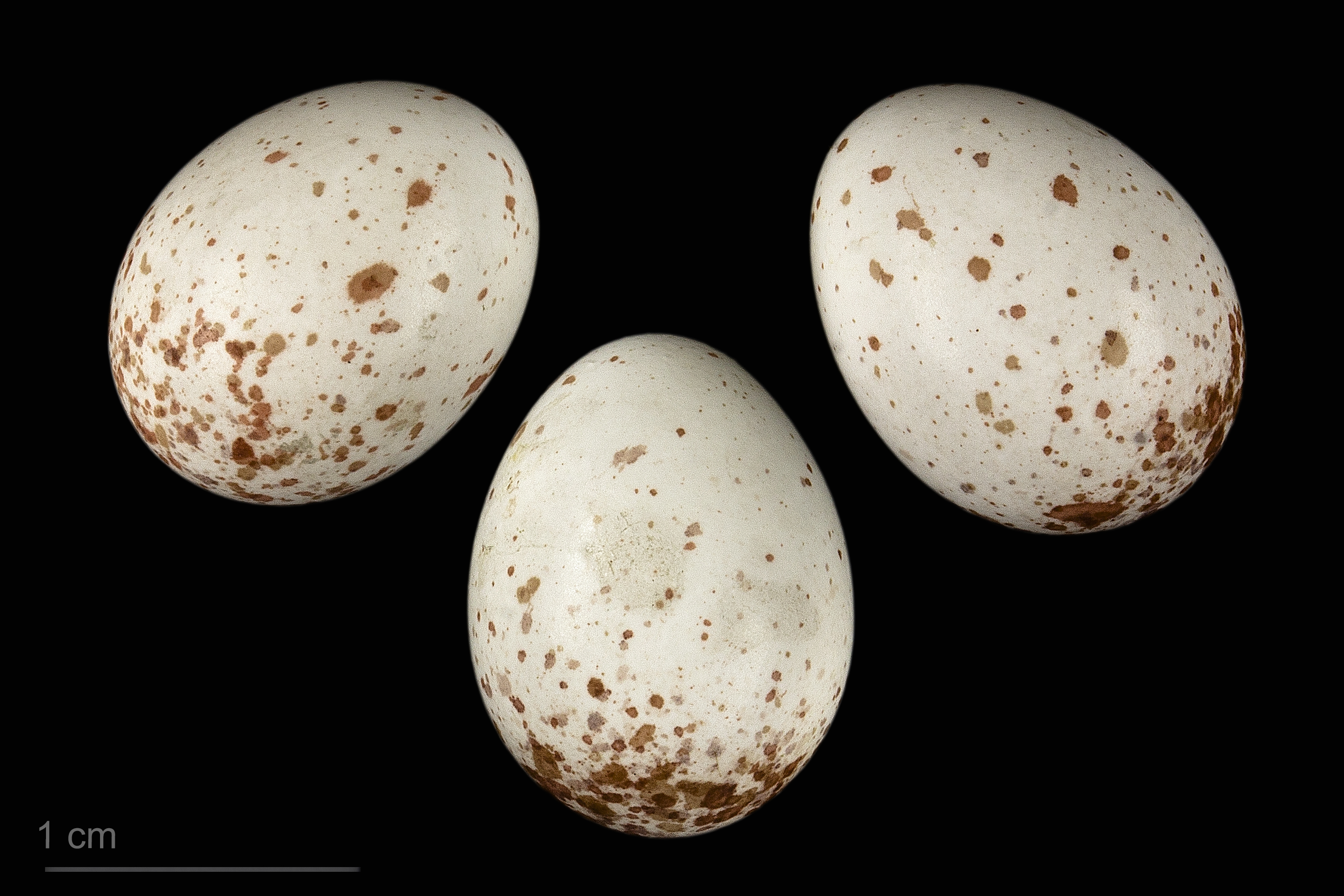
卵 Certhia familiaris macrodactyla

旋木雀（学名：Certhia familiaris）又名欧亚旋木雀，为旋木雀科旋木雀属的鸟类，俗名爬树鸟。

## 特征
体长约15厘米，较麻雀瘦小，嘴细小下曲；背部羽毛淡烟褐色，具有白色纵纹，腹部银白色；尾羽坚硬，爪长能沿着树干作螺旋式的攀爬运动。

## 分布
分布于欧洲至前苏联、蒙古、朝鲜、日本、印度至缅甸、北美洲以及中国大陆的河北、辽宁、吉林、黑龙江、湖北、陕西、甘肃、青海、新疆、四川、云南、西藏等地，一般生活于高山阔叶林、针叶林和混交林间以及在山丘林缘或开阔的田野亦能见到。该物种的模式产地在瑞典。

## 亚种
- 旋木雀甘肃亚种（学名：Certhia familiaris bianchii）。在中国大陆，分布于陕西、甘肃、青海等地。该物种的模式产地在青海南大通山。[5]
- ，分布于英国和爱尔兰。[6]
- ，分布于科西嘉。[6]
- 旋木雀北方亚种（学名：Certhia familiaris daurica）。分布于前苏联、蒙古以及中国大陆的黑龙江、吉林等地。该物种的模式产地在西伯利亚达乌尔地区。[7]
- 旋木雀指名亚种（学名：Certhia familiaris familiaris），分布于斯堪的纳维亚，东至西伯利亚。[6]
- ，分布于喜马拉雅山脉西部和克什米尔。这个亚种也可能分为另外一个物种 Certhia hodgsoni。[8]
- 旋木雀日本亚种（学名：Certhia familiaris japonica），分布于日本。[6]
- 旋木雀西南亚种（学名：Certhia familiaris khamensis），分布于印度、孟加拉、缅甸以及中国大陆的甘肃、青海、湖北、四川、云南、西藏等地。该物种的模式产地在西藏昌都地区[9]。这个亚种也可能归入 Certhia hodgsoni。[8]
- ，分布于西欧。[6]
- ，分布于喜马拉雅山脉东部，印度和尼泊尔境内。[6]这个亚种也可能归入 Certhia hodgsoni。[8]
- 旋木雀东北亚种（学名：Certhia familiaris orientalis）。分布于前苏联以及中国大陆的辽宁、吉林、北京、河北、山东等地。该物种的模式产地在西伯利亚东部沿海地区Sidemi。[10]
- 旋木雀波斯亚种（学名：Certhia familiaris persica），分布于克里米亚，土耳其和伊朗北部。[6]
- 旋木雀新疆亚种（学名：Certhia familiaris tianschanica）。分布于前苏联以及中国大陆的新疆等地。该物种的模式产地在新疆阿克苏。[11]